# نات باتلر
نات باتلر (انگلیسی: Nat Butler؛ ۶ ژانویه ۱۸۷۰ – May 24, 1943 (aged 73)) ورزشکار دوچرخه‌سواری پیست اهل ایالات متحده آمریکا بود.
وی در مسابقات کشوری و بین‌المللی در مجموع برندهٔ ۱ مدال برنز شده‌است.